# Timočani
Timočani (srbsko Тимочани, Timočani) so bili južnoslovansko pleme, ki je v zgodnjem srednjem veku naseljevalo ozemlje vzhodne Srbije zahodno od reke Timok in del Srema in Banata.

## Zgodovina
Domneva se, da so Timočani na omenjeno ozemlje prišli v času priseljevanja Slovanov na Balkan. Med vladavino bolgarskega kana Kruma (vladal 803–814) je njihovo ozemlje postalo del Prvega bolgarskega cesarstva. O Timočanih je prvi pisal frankovski dvorni letopisec Einhard, ki omenja, da so leta 818 k cesarju Ludviku Pobožnemu v Herstal prišli »Legati Abodritorum ac Bornæ, ducis Guduscanorum et Timocianorum« (odposlanci Braničevcev in Borne, kneza Guduščanov in Timočanov)  s prošnjo, da jih zaščiti in z njimi sklene zvezo proti Bolgarom. 
Isto leto so se zaradi neugodne upravne reforme kana Omurtaga (vladal 814–831), ki se je neposredno nanašala na omenjena plemena, Timočani z nekaj drugimi obmejnimi plemeni leta 819 uprli  Bolgarom in se pridružili vstaji Ljudevita Posavskega. Po propadlem diplomatskem poskusu vrnitve upornih plemen pod svojo oblast, je kan Omurtag nanje poslal dve vojski, prvo leta 827 in drugo leta 829. V drugem poskusu mu je to uspelo.
Timočani so omenjeni tudi v bolgarski Pesnitvi o Asenu Prvemu iz 12. stoletja, v kateri so v borbi proti Grkom poleg Bolgarov omenjeni tudi oni. 

## Vir
- Ćorović, Vladimir (1997). Istorija srpskog naroda. Janus, Beograd, november 2001.